# 庾肩吾
庾肩吾（487年—551年），字子慎，一字慎之，南陽郡新野（今屬河南）人。南朝梁文學家、書法理論家。庾信之父。

## 生平
八歲能賦詩，普通四年（523年）為晉安王蕭綱常侍，在雍州時，任雲麾參軍，並兼記室參軍，與劉孝威、江伯搖、孔敬通、申子悅、徐防、徐摛、王囿、孔鑠、鮑至等十人抄寫典籍，号为“高斋学士”。
簡文帝蕭綱繼位，以庾肩吾為度支尚書。侯景至建康，矫诏遣庾肩吾使江州招降萧大心，後逃至建昌一帶，被侯景部將宋子仙所俘，子仙欲殺之，告訴他說：「吾聞汝能作詩，今可即作，若能，將貸汝命。」肩吾迅筆揮成，辭采甚美，曰：“發與年俱暮，愁將罪共深。聊持轉風燭，暫映廣陵琴。”宋子仙讓他當建昌令。肩吾仍間道奔江陵，投奔萧绎，承圣二年（553年）封武康县侯。《梁書》卷四十九有傳。

## 作品
肩吾擅長詩賦，胡应麟称其诗“风神秀相，洞合唐规”。亦工書法，正、草兼能。自號玄靜先生。著有《書品》。其作品多散佚，李贺時已不見其文，明人张溥輯有《庾度支集》，收入《汉魏六朝百三家集》。 

## 註腳
1. ↑  《南史》卷五○《庾肩吾传》：“（肩吾）在雍州，被（晋安王）命与刘孝威、江伯摇、孔敬通、申子悦、徐防、徐摛、王囿、孔铄、鲍至等十人抄撰众籍，丰其果馔，号高斋学士。”
2. ↑  李贺《还自会稽歌序》